# Selva di Progno
Selva di Progno là một đô thị ở tỉnh Verona trong vùng Veneto của Ý, có cự ly khoảng 90 km về phía tây của Venice và khoảng 25 km về phía đông bắc của Verona. Tại thời điểm ngày 31 tháng 12 năm 2004, đô thị này có dân số 985 người và diện tích là 41,2 km².
Đô thị Selva di Progno có các frazioni (đơn vị trực thuộc, chủ yếu là các làng) Giazza, Campofontanavà San Bartolomeo delle Montagna và San Bortolo.
Selva di Progno giáp các đô thị: Ala, Badia Calavena, Bosco Chiesanuova, Crespadoro, Recoaro Terme, Roverè Veronese, Velo Veronese và Vestenanova.